# Dobrovolný svazek obcí Drábské světničky
Dobrovolný svazek obcí Drábské světničky je dobrovolný svazek obcí podle zákona v okresu Mladá Boleslav, jeho sídlem je Mnichovo Hradiště a jeho cílem je rozvoj mikroregionu. Sdružuje celkem 4 obce.

## Obce sdružené v mikroregionu
- Boseň
- Březina
- Mnichovo Hradiště
- Žďár